# Larnit
Larnit ist ein selten vorkommendes Mineral aus der Mineralklasse der „Silikate und Germanate“ mit der chemischen Zusammensetzung β-Ca2[SiO4] und damit chemisch gesehen ein Calcium-Silikat, genauer Dicalciumsilikat.
Larnit kristallisiert im monoklinen Kristallsystem, findet sich jedoch meist nur in Form von eingewachsenen, unregelmäßigen Körnern sowie körnigen bis massigen Mineral-Aggregaten. Selten entwickelt Larnit auch tafelige Kristalle. In reiner Form sowie in dünnen Schichten sind Larnitkristalle farblos und durchsichtig mit einem glasähnlichen Glanz auf den Oberflächen. Durch vielfache Lichtbrechung aufgrund von Gitterfehlern oder polykristalliner Ausbildung kann er aber auch durchscheinend weiß sein und durch Fremdbeimengungen eine graue Farbe annehmen.
Als Kunstprodukt mit hydraulischen Eigenschaften ist Larnit (auch Belit) in der Zementindustrie bekannt.

## Etymologie und Geschichte

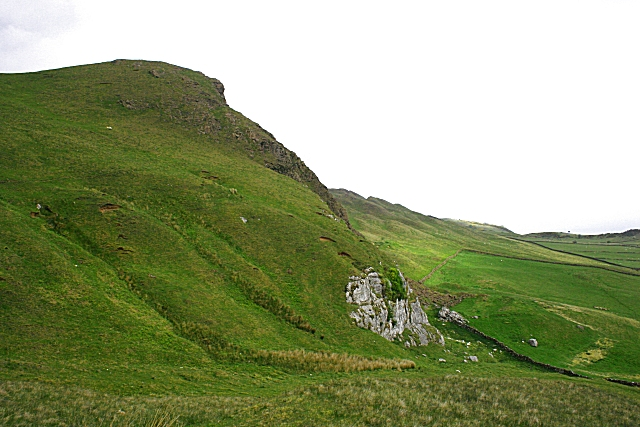
Typlokalität Scawt Hill mit der freiliegende Kontaktzone zwischen Kalkstein und dem darüber liegenden Basalt

Erstmals entdeckt wurde Larnit am Scawt Hill nahe der Stadt Larne im nordirischen County Antrim. Die Erstbeschreibung erfolgte 1929 durch Cecil Edgar Tilley, der das Mineral nach dessen Typlokalität benannte.

## Klassifikation
Bereits in der veralteten 8. Auflage der Mineralsystematik nach Strunz gehörte der Larnit zur Mineralklasse der „Silikate und Germanate“ und dort zur Abteilung der „Inselsilikate (Nesosilikate)“, wo er zusammen mit Bredigit und Calcio-Olivin die „Ca2SiO4-Gruppe“ mit der System-Nr. VIII/A.05 bildete.
Im Lapis-Mineralienverzeichnis nach Stefan Weiß, das sich aus Rücksicht auf private Sammler und institutionelle Sammlungen noch nach dieser klassischen Systematik von Karl Hugo Strunz richtet, erhielt das Mineral die System- und Mineral-Nr. VIII/A.07-30. In der „Lapis-Systematik“ entspricht dies der Abteilung „Inselsilikate mit [SiO4]-Gruppen“, wo Larnit zusammen mit Bredigit, Calcio-Olivin, Flamit und Merwinit eine eigenständige, aber unbenannte Gruppe bildet (Stand 2018).
Die seit 2001 gültige und von der International Mineralogical Association (IMA) bis 2009 aktualisierte 9. Auflage der Strunz’schen Mineralsystematik ordnet den Larnit ebenfalls in die Abteilung der „Inselsilikate“ ein. Diese ist allerdings weiter unterteilt nach der möglichen Anwesenheit zusätzlicher Anionen und der Kristallstruktur, so dass das Mineral entsprechend seiner Zusammensetzung und seinem Aufbau in der Unterabteilung „Inselsilikate ohne zusätzliche Anionen; Kationen in oktaedrischer [6]er- und gewöhnlich größerer Koordination“ zu finden ist, wo es als einziges Mitglied die unbenannte Gruppe 9.AD.05 bildet.
Auch die vorwiegend im englischen Sprachraum gebräuchliche Systematik der Minerale nach Dana ordnet den Larnit in die Klasse der „Silikate und Germanate“ und dort in die Abteilung der „Inselsilikatminerale“ ein. Hier ist er als einziges Mitglied in der unbenannten Gruppe 51.05.01 innerhalb der Unterabteilung „Inselsilikate: SiO4-Gruppen nur mit Kationen in >[6]-Koordination“ zu finden.

## Chemismus
Die idealisierte, theoretische Zusammensetzung von Larnit Ca2[SiO4] besteht aus 46,54 % Calcium (Ca), 16,31 % Silicium (Si) und 37,16 % Sauerstoff (O).
Die chemische Analyse von Mineralproben aus der Typlokalität Scawt Hill ergab zusätzlich geringe Anteile von Aluminium (1,12 % Al2O3), Eisen (0,64 % FeO) und Magnesium (0,69 % MgO) und Kohlenstoff (0,82 % CO2), was auf eine geringe Verunreinigung der Proben mit dem Mineral Spurrit (Ca5[CO3|(SiO4)2]) und Spinell zurückgeführt wird.

## Kristallstruktur
Larnit kristallisiert monoklin in der Raumgruppe P21/n (Raumgruppen-Nr. 14, Stellung 2) mit den Gitterparametern a = 5,50 Å, b = 6,74 Å, c = 9,30 Å und β = 94,6° sowie vier Formeleinheiten pro Elementarzelle.
Die Kristallstruktur von Larnit besteht aus Ca[8]-Polyedern, die über gemeinsame Flächen miteinander verbunden sind und Ketten parallel [010] und [101] bilden. Diese Ketten werden über gemeinsam genutzte Kanten mit isolierten SiO4-Tetraedern verknüpft.
| Kristallstruktur von Larnit |
| - mit Blickrichtung parallel zur a-Achse - mit Blickrichtung parallel zur b-Achse - mit Blickrichtung parallel zur c-Achse - räumliche Darstellung in der kristallographischen Standardausrichtung |
| Farbtabelle: _ Ca 0 _ Si 0 _ O |

## Eigenschaften
In Wasser löst sich Larnit langsam unter Bildung von Calciumhydroxid (Ca(OH)2). Die entstehende Lösung ist basisch und färbt entsprechend rotes Lackmuspapier blau. Von verdünnter Salzsäure (HCl) wird das Mineral ohne Schaumbildung leicht zersetzt, wobei es sich nicht auflöst, sondern gelatiniert.

## Modifikationen
Von der Verbindung Ca2[SiO4] sind bisher vier temperaturabhängige Modifikationen bekannt, von denen zwei als Minerale anerkannt sind:
| Modifikation | Kristallsystem             | Stabilitätsbereich             | Mineralname   |
| ------------ | -------------------------- | ------------------------------ | ------------- |
| α-Ca2[SiO4]  | orthorhombisch-dipyramidal | stabil bis 725 °C              | –             |
| β-Ca2[SiO4]  | monoklin                   | stabil von 725 bis 1450 °C     | Larnit        |
| δ-Ca2[SiO4]  | orthorhombisch-dipyramidal | metastabil oberhalb von 750 °C | –             |
| γ-Ca2[SiO4]  | ditrigonal-skalenoedrisch  | stabil oberhalb von 1450 °C    | Calcio-Olivin |

Der Polymorphismus der Verbindung Ca2[SiO4] wurde erstmals 1882 von Henry Le Chatelier in Portlandzement-Klinkern untersucht.

## Bildung und Fundorte
An seiner Typlokalität am Scawt Hill in Nordirland bildete Larnit sich im Kontaktbereich zwischen Kalk- oder Dolomitgestein und intrudierendem Diabas. Die Gesteine dieser Kontaktzone wurden bereits 1907 von G. C. Gough beschrieben, allerdings war dessen Darstellung Tilley zufolge größtenteils fehlerhaft. Die im Aufsatz von Gough beigefügten Zahlen waren allerdings für eine Neuinterpretation geeignet. Es gibt demnach eine beträchtliche Bandbreite an Gesteinsarten und Mineralen. Hauptsächlich handelt es sich dabei um Spurrit, Larnit, Melilith (Gehlenit), Merwinit und Spinell. Als weitere Begleitminerale dieser Fundstelle werden von anderen Quellen unter anderem noch Perowskit und Wollastonit genannt.
In den ebenfalls kontaktmetamorphen Mineralisationen von Tokatoka im Kaipara District der Nordinsel Neuseelands traten Hydrogrossular, Kilchoanit, Rankinit und Scawtit als weitere Begleiter hinzu.
In der als „Hatrurim-Formation“ oder auch „Hatrurim-Becken“ bekannten Gesteinsformation im israelischen Teil der Wüste Negev, die dem Portlandzement, vermischt ist mit bituminösem Kalk, Marmor und unreinem Kalkstein, ähnelt, wurden neben Larnit, Spurrit und Melilith unter anderem noch Brownmillerit, Grossit und Minerale der Mayenit-Obergruppe entdeckt.
Als seltene Mineralbildung konnte Larnit nur an wenigen Fundorten nachgewiesen werden, wobei bisher rund 50 Fundorte dokumentiert sind (Stand 2019). Neben seiner Typlokalität Scawt Hill fand sich das Mineral in Nordirland in den kontaktmetamorphen Gesteinen der ebenfalls nahe Larne gelegenen Siedlung Ballycraigy sowie in den Basalten (Olivin-Dolerit) bei Carneal nahe Glenoe im County Antrim. Des Weiteren kennt man Larnit im Vereinigten Königreich bisher nur noch aus den Schottischen Highlands (Ardnamurchan, Isle of Muck) und dem Council Argyll and Bute (Isle of Mull).
In Deutschland wurde Larnit bisher nur am Ettringer Bellerberg und im Mayener Grubenfeld (Seekante) im Landkreis Mayen-Koblenz sowie am Emmelberg bei Üdersdorf in der Vulkaneifel entdeckt.
Der bisher einzige bekannte Fundort in Österreich ist ein Basalt-Steinbruch bei Klöch in der Steiermark.
Weitere Fundorte liegen unter anderem in Dänemark, Frankreich, Grönland, Italien, Jordanien, Kanada, Kasachstan, Palästina, Rumänien, Russland, Spanien, Südossetien, Tansania, Türkei, Ukraine, den Vereinigten Staaten und Zentralafrika.